# Чорний Діл (заказник)
Чо́рний Діл — ландшафтний заказник загальнодержавного значення в Україні. Розташований на захід від села Сарати Путильського району Чернівецької області, у північно-східній частині Мармароського кристалічного масиву. 
Заказник «Чорний Діл» було створено 29 грудня 1972 року як геологічна пам'ятка природи місцевого значення, а його площа становила 2,0 га. 30 травня 1979 року його площу збільшено до 263,0 га та надано статусу ландшафтного заказника місцевого значення, а 25 лютого 1980 року йому було надано статусу загальнодержавного. У 2001 році рішенням Чернівецької обласної ради його площа була збільшена до 614,9 га. 
Геологічними особливостями регіону є метаморфічні сланці, граніто-діорити, тріасово-юрські карбонати та фліш середньо-верхньокрейдового часу, які створили тут своєрідні природні умови.
Заказник входить до складу НПП «Черемоський».

## Флора та фауна
Майже вся територія заказника вкрита лісами (понад 80%). Основними у їхньому складі є монодомінантні смерекові насадження. Здебільшого це молоді та середньовікові насадження, а у важкодоступних місцях — смереки пралісового характеру. У їхньому складі присутні такі угруповання: смеречина зеленомохова, квасеницева, квасеницево-зеленомоха, чорницево-зеленомоха та лісовоожикова. На горі Великий Камінь присутні угруповання кедрово-смерекових лісів, які занесені до Зеленої книги України, а співдомінантом у їхньому складі виступає сосна кедрова, яка занесена до Червоної книги України. Це єдине місце, де росте даний вид у Буковинських Карпатах. 
На більш зволожених територіях (долинах потоків, берегах річок) трапляються формації вільхи сірої, представлених ценозами сіровільшняка безщитникового та смерекового сіровільшняка кременевого. Серед чагарникових ценозів тут присутні ендемічний вид чорничника скельноперестрічового. 
Серед інших рослин лісового типу тут присутні астранція велика, язичок зелений, коручки темно-червона та чемерниковидна, гудайєра повзуча, баранець звичайний, лілія лісова, плаун річний, сосна кедрова, аконіт Хоста, жовтець карпатський, живокіст серцеподібний, перестріч скельний, королиця круглолиста, кортуза Маттіолі та інші. 
Значні площі також займають угруповання лучного типу рослинності, які представлені тут урупованнями костриці червоної (червонокостричників тонкомітлицевого, арнікового, біловусого, щучникового), мітлиці тонкої та щучника дернистого, рідше лерхенфельдії звивистої, а інколи і осота Вальдштейна, що занесені до Зеленої книги України. Також серед лучних фітоценозів тут присутні такі види: орлик чорніючий, арніка гірська, гронянка півмісяцева, осока затінкова, волошка карпатська, билинець довгорогий, зозулині сльози яйцелисті, зозулинець обпалений, щавель карпатський, фіалка відхилена, первоцвіт полонинський, скабіоза матова, дзвоники пилчасті, приворотень буковинський, вужачка звичайна, гвоздика скупчена, сольданелла угорська, чина гладенька, синюха голуба та інші. 

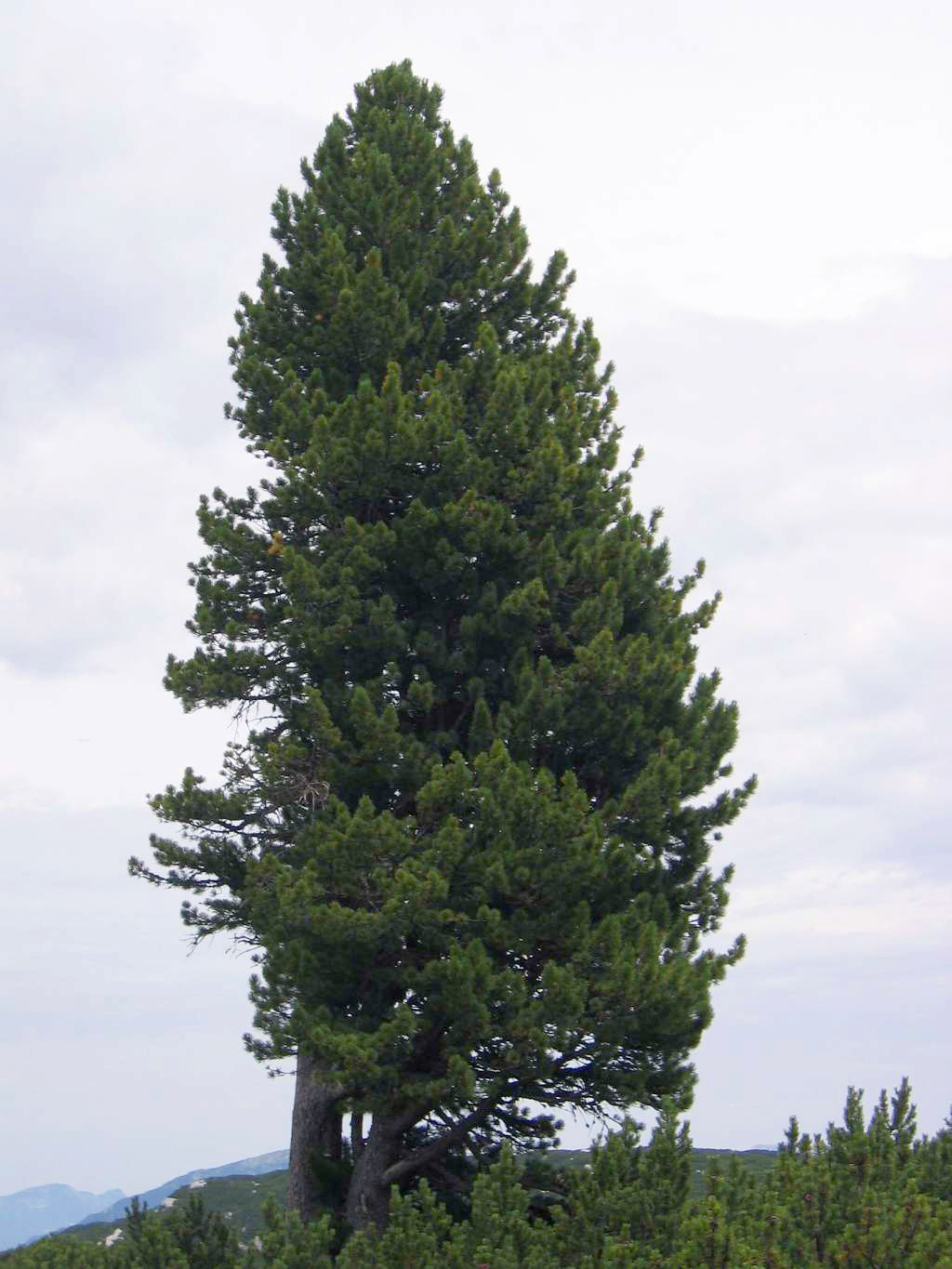
Сосна кедрова

Значне природоохоронне значення мають угруповання костриці скельної, що занесені до Зеленої книги України і займають значні площі на вершині гори Великий Камінь. Окрім цього на цій горі поширені такі види: орлик трансільванський, жовтушник трансільванський, скереда Жакена, соссюрея різноколірна, аконіт Жакена, будяк сизий та шовкова косиця. 
Серед угруповань болотного типу рослинності тут присутні типові формації осоки здутої та занесені до Зеленої книги України асоціації жерухи Опіца. Серед раритетних видів тут поширені язичок зелений, жовтяниця альпійська, тоція карпатська, сугайник карпатський та кортуза Маттіолі.
Усього на території заказника присутні 27 видів судинних рослин, занесених до Червоної книги України, та 5 видів, занесених до Європейського Червоного списку — смілка сумнівна, первоцвіт полонинський, медунка Філярського, тонконіг Ремана та елізанта Завадського, останній вид також занесенний до Червоного списку міжнародної спілки охорони природи та природних ресурсів (МСОП).
Серед комах, занесених до Червоної книги, тут виявлені махаон та райдужниця велика. Мурашка руда лісова, яка присутня на території заповідника, занесена до Європейського Червоного списку. Серед раритетних молюсків: равлик (волохатий) Любомирського та равлик (волохатий) Більця, а також хондрина вівсяна, що занесена до Червоної книги України. 
Серед наземних хребетних тварин на території заказника виявлено 65 видів (земноводних — 6, плазунів — 2, птахів — 42 та ссавців — 15). Серед них можна зустріти такі червонокнижні види: тритон карпатський, тритон гірський, саламандра плямиста, глухар, сич волохатий, сичик-горобець, кіт лісовий та рись звичайна. Серед видів Європейського Червоного списку тут присутні вовк та ведмідь бурий.